# Nikolai Grigorjewitsch Tschebotarjow

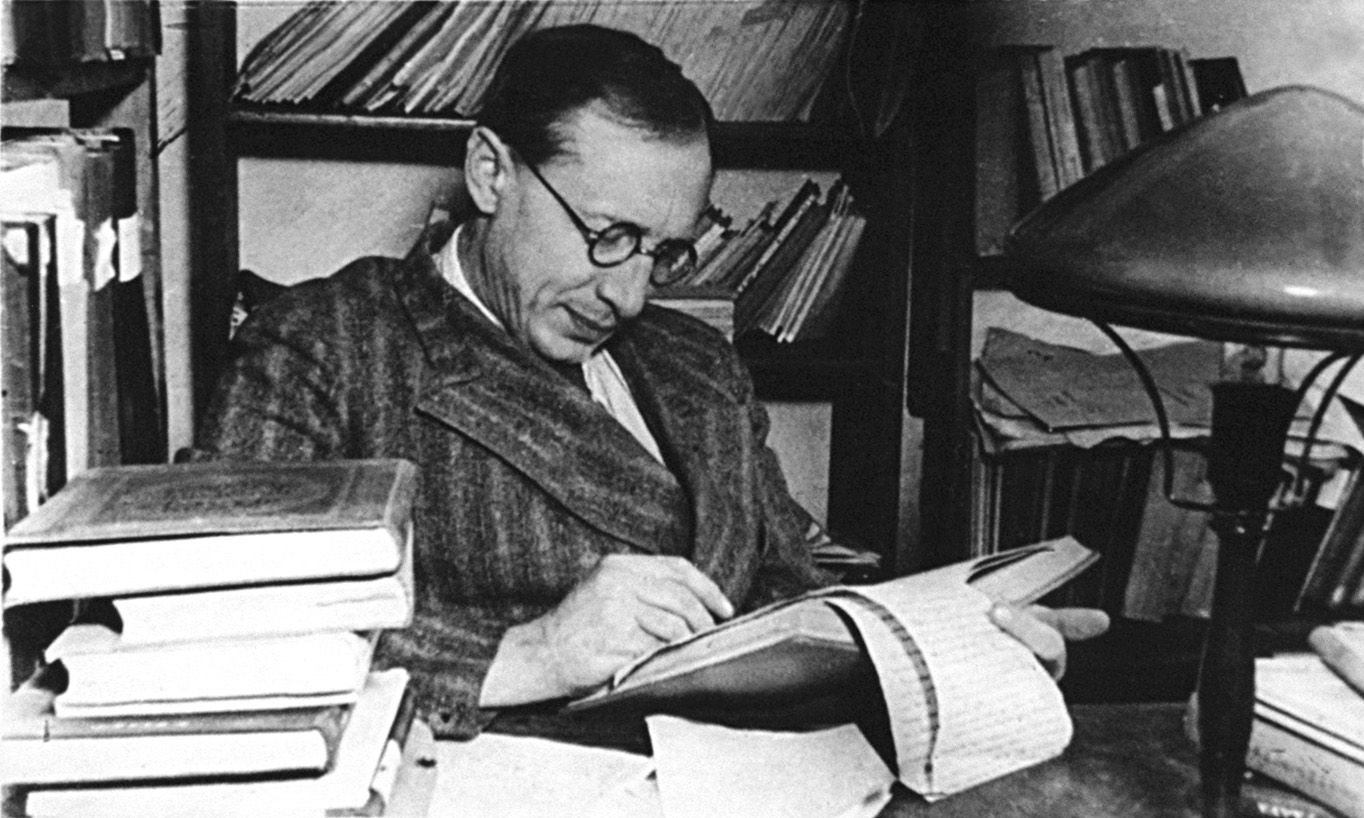
Nikolai Grigorjewitsch Tschebotarjow (ca. 1930)

Nikolai Grigorjewitsch Tschebotarjow (russisch Никола́й Григо́рьевич Чеботарёв, ukrainisch Мико́ла Григо́рович Чеботарьо́в; englische Transkription Nikolai Chebotaryov; * 3. Junijul. / 15. Juni 1894greg. in Kamjanez-Podilskyj; † 2. Juli 1947 in Moskau) war ein sowjetischer Mathematiker. Bekannt wurde er vor allem durch den nach ihm benannten tschebotarjowschen Dichtigkeitssatz, einem Hauptergebnis der algebraischen Zahlentheorie.

## Leben
Tschebotarjow studierte von 1912 bis 1918 Mathematik an der Universität Kiew und arbeitete danach zunächst als Privatlehrer und wissenschaftliche Hilfskraft. 1921 zog er nach Odessa, um seine dort lebenden Eltern zu unterstützen. In dieser Zeit, 1922, fand Tschebotarjow den bekannten Dichtigkeitssatz, der Grundlage seiner späteren Habilitation (russischer Doktorgrad) werden sollte. 1924 bekam er den Posten des aus politischen Gründen abgesetzten Dmitri Fjodorowitsch Jegorow in Moskau, kündigte aber wenig später und zog wieder nach Odessa. 1925 besuchte er ein Treffen der Deutschen Mathematiker-Vereinigung in Danzig, wo er Emmy Noether, Helmut Hasse und Kurt Hensel traf und danach Berlin (Issai Schur) und Göttingen besuchte. 1927 verlieh ihm die ukrainische Akademie der Wissenschaften in Kiew den russischen Doktorgrad. 1928 erhielt er eine Professur an der Universität von Kasan, die er bis zu seinem Tod innehatte. Er gründete dort eine eigene Schule von Algebraikern.
Sein 1923 veröffentlichter Dichtigkeitssatz verallgemeinert Dirichlets Theorem von Primzahlen in arithmetischen Progressionen und löst ein 1896 von Ferdinand Georg Frobenius gestelltes Problem. Er diente Emil Artin 1927 im Beweis seines Reziprozitätsgesetzes, einem Hauptresultat der Klassenkörpertheorie.
In späteren Jahren beschäftigte er sich mit Galoistheorie, worüber er ein Lehrbuch in zwei Bänden schrieb (1934, 1937), und dem inversen Galoisproblem (zu vorgegebener Galoisgruppe die entsprechenden Gleichungen zu finden). Außerdem befasste er sich mit dem Problem der Resolvente, das auf Felix Klein zurückgeht und die Reduktion (mittels einer rationalen Transformation) einer algebraischen Gleichung mit Parameter-abhängigen Koeffizienten auf eine Gleichung zum Ziel hat, deren Koeffizienten von möglichst wenig Parametern abhängen. Tschebotarjow wandte die Galoistheorie auch 1934 auf das bis auf die Antike zurückgehende, und unter anderem von Leonhard Euler und Thomas Clausen aufgegriffene Problem der Konstruierbarkeit von Möndchen an. Tschebotarjow befasste sich auch mit der Theorie der Liegruppen, er veröffentlichte dazu 1940 das erste russische Lehrbuch über Lie-Gruppen, mit der Geometrie von Translationsflächen und Geschichte der Mathematik.
1932 hielt er einen Plenarvortrag auf dem Internationalen Mathematikerkongress in Zürich (Die Aufgaben der modernen Galoisschen Theorie).
Zu seinen Studenten zählen Mark Grigorjewitsch Krein und Wladimir Wladimirowitsch Morosow. 1929 wurde er korrespondierendes Mitglied der Sowjetischen Akademie der Wissenschaften. 1948 erhielt er postum den sowjetischen Staatspreis für seine Arbeiten zur Resolvententheorie. 1943 wurde er Geehrter Wissenschaftler der Russischen Republik.

## Schriften
- Gesammelte Werke (russisch), 3 Bände, Moskau, Leningrad 1949–1950

Die deutsche Übersetzung der 1923 veröffentlichten russischen Originalarbeit über den Dichtigkeitssatz erschien 1925 in den Mathematischen Annalen:
- N. Tschebotareff: Die Bestimmung der Dichtigkeit einer Menge von Primzahlen, welche zu einer gegebenen Substitutionsklasse gehören. In: Mathematischen Annalen 95 (1925), S. 191–228 (Digitalisat).